# Kostel Nejsvětější Trojice (Jamné nad Orlicí)
Kostel Nejsvětější Trojice se nachází uprostřed obce na vyvýšenině v Jamném nad Orlicí. Je filiálním kostelem římskokatolické farnosti Jablonné nad Orlicí. Novorenesanční kostel byl postavený v 80. letech 19. století. Vysvěcen byl roku 1883. Zbudován byl díky štědrosti papežského preláta Msgr. Dominika Filipa z Merana, rodáka z Jamného.

## Historie
Kolem roku 1870 docházelo mezi místními křesťany usilujícími o vlastní farnost a jablonskou farností k neustálým sporům. K jejich ukončení přispěl obecní rodák Msgn. Dominik Filip, prelát v tyrolském Meranu,který dal zdejšímu obecnímu úřadu 10 000 zlatých na obživu faráře s podmínkou, že bude v obci postaven kostel. Tato podmínka byla splněna. 10. května 1881 začali občané Jamného kopat základy. 23. července 1881 došlo církevní povolení ke svěcení základního kamene, které bylo provedeno již druhý den, tedy. 24. července 1881, farářem Křivohlávkem z Jablonného. Stavba postupovala velice rychle a v říjnu 1883 byl kostel za velké účasti místních i přespolních vysvěcen. V letech 1883–1884 byla za finanční podpory Msgr. Filipa, který v té době působil v Gorici, postavena i zdejší fara a 29. října 1885 dostalo Jamné svou vlastní duchovní správu. Svými dalšími finančními dary Msgr. Dominik Filip přispíval na vybavení a opravy kostela, fary i hřbitova. V roce 1883 daroval dva kříže zhotovené v Tyrolích za více než 80 zl. rakouské měny. Jeho nákladem byly pořízeny také dva postranní oltáře, věžní hodiny a řada dalších věcí v hodnotě více než 800 zlatých.
Do konce roku 2007 byl farním kostelem místní farnosti, která byla 1. ledna 2008 sloučená s farností Jablonné nad Orlicí.

## Fotogalerie

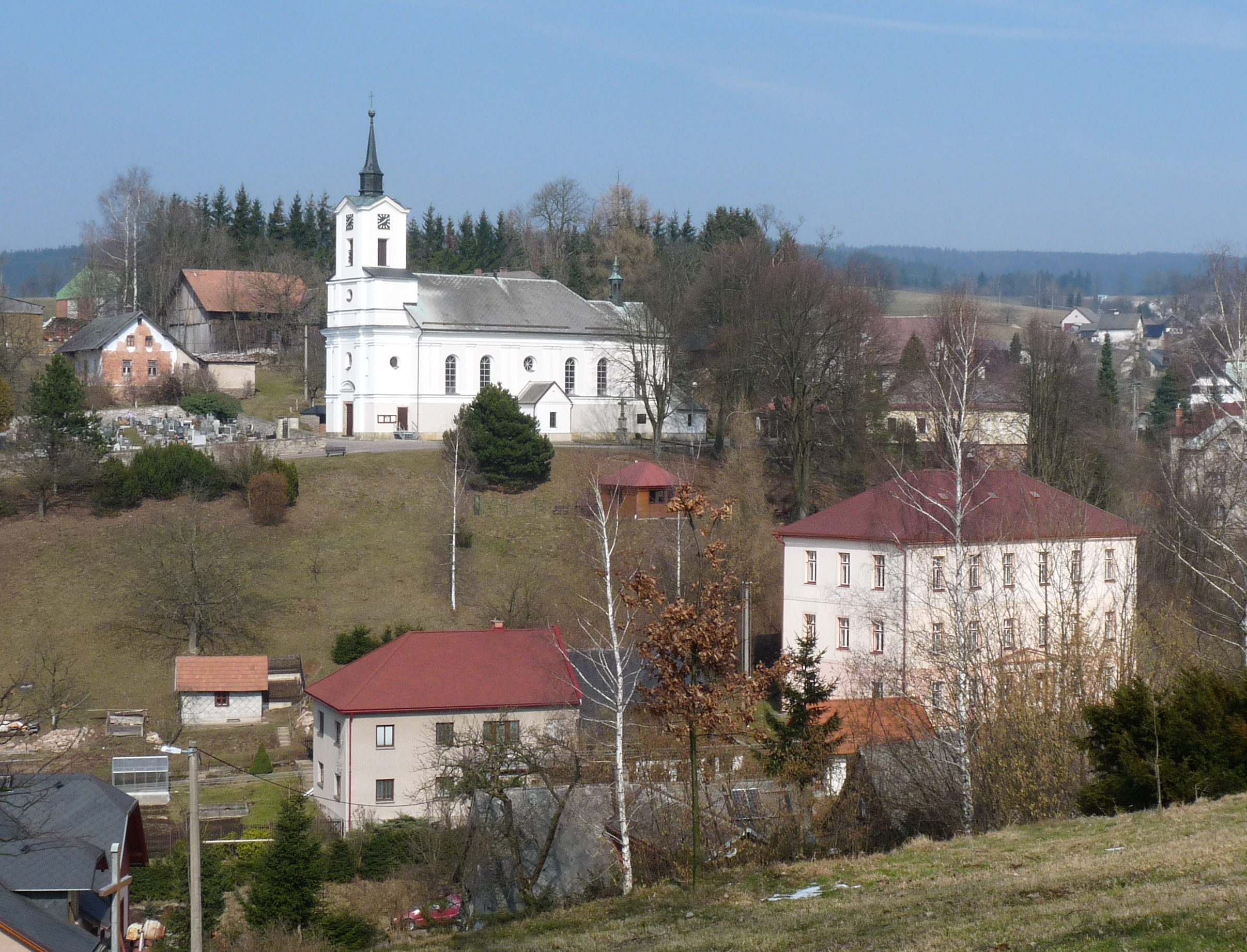
Jamné nad Orlicí, pohled na školu a kostel od památného tisu.